# Piratbyrån

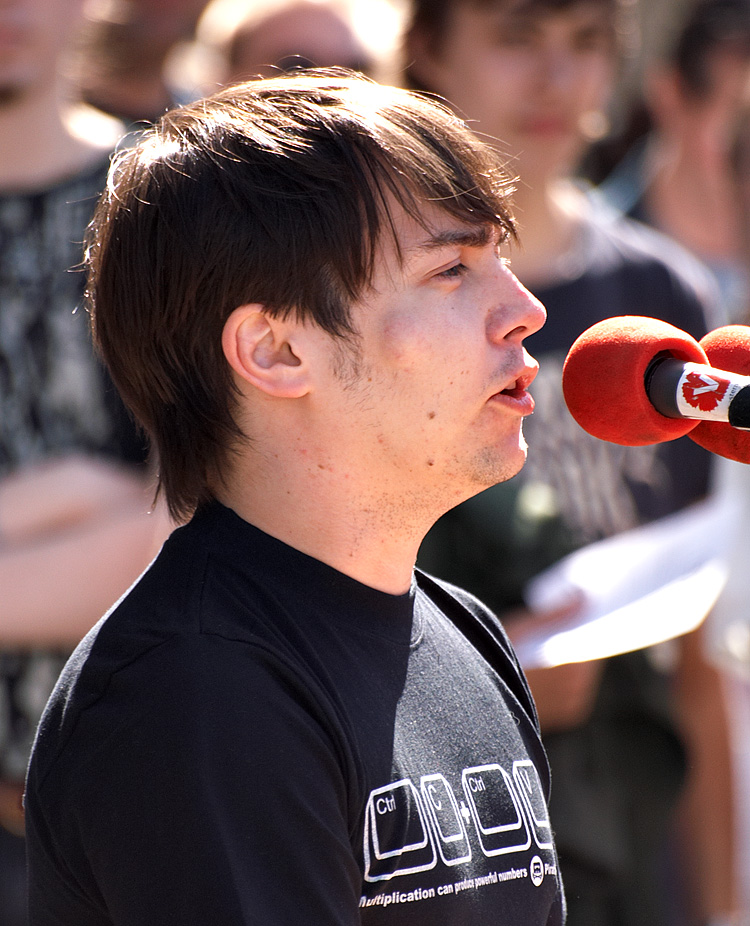
Rasmus Fleischer från Piratbyrån håller tal på Mynttorget i Stockholm under Piratdemonstrationen den 3 juni 2006.

Piratbyrån var en organisation och tankesmedja som i mitten av 2003 skapades för att stödja de som kopierar information och kultur fritt, så kallad piratkopiering. Utgångspunkten för organisationen var att eftersom datorernas framväxt gjort det möjligt att ge alla med internet tillgång till all digital information ska denna utveckling inte hämmas av upphovsrätt eller annan immaterialrätt. Namnet anspelar på branschorganisationen Svenska Antipiratbyrån, vars syfte är att "värna och främja medlemsbolagens upphovsrättigheter".
Piratbyrån sökte främst en debatt om upphovsrätt och annan immateriell egendom, och en omvärdering av denna. Sajten samlade artiklar om upphovsrätt, de senaste nyheterna och guider i piratkopiering. Piratbyrån startade en egen BitTorrent-tracker (The Pirate Bay). Organisationen har även uppmärksammat piratkopiering av läkemedelsföretagens bromsmediciner för HIV-smittade i u-världen, upphovsrättsskyddade ord och fraser etc. År 2005 gav man ut antologin Copy Me.
Piratbyrån hade inte någon formell relation till Piratpartiet, vars namn inspirerades av Piratbyråns, men de delade vissa uppfattningar. Till skillnad från Piratpartiet, fäste Piratbyrån dock ingen vikt vid frågan om personlig integritet.
Bland Piratbyråns medarbetare fanns Rasmus Fleischer, Ibrahim Botani, Marcin de Kaminski, Fredrik Edin, Sara Andersson, Martin Fredriksson och Palle Torsson.
Piratbyrån lades ner i juni 2010 med budskapet "Stängt för eftertanke" i samband med att medarbetaren Ibi Botani avled.